# Resolució 1608 del Consell de Seguretat de les Nacions Unides
La Resolució 1608 del Consell de Seguretat de les Nacions Unides fou adoptada per unanimitat el 22 de juny de 2005. Després de recordar les resolucions 1542 (2004) i 1576 (2004) sobre la situació a Haití, el Consell va ampliar el mandat de la Missió d'Estabilització de les Nacions Unides a Haití (MINUSTAH) fins al 15 de febrer de 2006 i va augmentar la seva força.

## Resolució

### Observacions
En el preàmbul de la resolució, el Consell va subratllar la importància de celebrar eleccions el 2005, i el govern va prendre possessió el 7 de febrer de 2006. Totes les violacions dels drets humans van ser condemnades i el govern de transició fou cridat a acabar amb la impunitat i vetllar perquè es respecti l'estat de dret. El Consell també va assenyalar la pobresa a Haití i va demanar l'enfortiment de l'economia.

### Actes
En virtud del Capítol VII de la Carta de les Nacions Unides, el Consell va ampliar el mandat de MINUSTAH i va augmentar la seva força. Va donar suport a les recomanacions del secretari general, Kofi Annan, de la creació d'una força de reacció ràpida de 750 persones, 50 persones per a la seu a la capital Port-au-Prince, 275 persones per al component policial, a més de tropes ja autoritzades i una revisió del sistema de justícia. Durant un període, la MINUSTAH estarà formada per 7.500 militars i 1.897 policies.
La resta de la resolució va demanar noves reformes, es va tractar l'assistència internacional i la cooperació entre la MINUSTAH i el govern de transició haitià. El Consell també sol·licitar informes continus sobre la situació a Haití al Secretari General.